# António Bastos Lopes
Pour les articles homonymes, voir Bastos.
António Bastos Lopes est un footballeur portugais, né le 19 décembre 1953 à Lisbonne. Il évoluait au poste de défenseur droit et aussi central. Il a passé toute sa carrière avec le Benfica, et reste encore très lié au club en étant entraîneur adjoint des -19 ans du Benfica.

## Carrière
António Bastos Lopes débute chez les pro, avec le Benfica Lisbonne, lors de la saison 1972-1973. Ces premières années il joue très peu, mais reste un membre proche de l'équipe. Encore très jeune, il n'aligne pas plus de 1 match lors de sa première saison et 3 matches pendant les deux saisons d'après. 
Par la suite, il gagne sa place et aligne 25 rencontres de championnat pendant la saison 1975/1976. Il devient alors un membre indiscutable et même le taulier de la défense du Benfica. Il joue presque la totalité des matches avec Benfica jusqu'à la saison 1984/1985. Par la suite, il joue encore quelques rencontres (11 seulement pendant la saison 1985/1986, et aucune rencontre pendant la saison 1986/1987), avant de mettre un terme à sa carrière.
Au total, il joue toute sa carrière de football au Benfica, soit 15 saisons complètes. Il est et reste un monument et un des plus grands défenseurs de l'histoire du Benfica, en alignant 278 matches et 4 buts durant toute sa carrière.
De nos jours, il reste encore très lié au club où il a fait toute sa carrière. En 2010 il rentre ainsi dans le staff du Benfica, en tant qu'entraîneur adjoint avec les moins de 19 ans, l'équipe junior du Glorioso.

### Statistiques en joueur
| Saison                | Club                  | Championnat           | Championnat | Championnat | Coupe(s) nationale(s) | Coupe(s) nationale(s) | Supercoupe | Supercoupe | Compétition(s) continentale(s) | Compétition(s) continentale(s) | Compétition(s) continentale(s) | Sélection | Sélection | Sélection | Total | Total |
| Saison                | Club                  | Division              | M.          | B.          | M.                    | B.                    | M.         | B.         | Comp.                          | M.                             | B.                             | Équipe    | M.        | B.        | M.    | B.    |
| 1972-1973             | Benfica Lisbonne      | 1                     | 1           | 0           | -                     | -                     | -          | -          | C1                             | -                              | -                              | -         | -         | -         | 1     | 0     |
| 1973-1974             | Benfica Lisbonne      | 1                     | 3           | 0           | -                     | -                     | -          | -          | C1                             | -                              | -                              | -         | -         | -         | 3     | 0     |
| 1974-1975             | Benfica Lisbonne      | 1                     | 3           | 0           | -                     | -                     | -          | -          | C2                             | -                              | -                              | -         | -         | -         | 3     | 0     |
| 1975-1976             | Benfica Lisbonne      | 1                     | 25          | 1           | -                     | -                     | -          | -          | C1                             | -                              | -                              | -         | -         | -         | 25    | 1     |
| 1976-1977             | Benfica Lisbonne      | 1                     | 25          | 1           | -                     | -                     | -          | -          | C1                             | -                              | -                              | -         | -         | -         | 25    | 1     |
| 1977-1978             | Benfica Lisbonne      | 1                     | 29          | 1           | -                     | -                     | -          | -          | C1                             | -                              | -                              | -         | -         | -         | 29    | 1     |
| 1978-1979             | Benfica Lisbonne      | 1                     | 26          | 0           | -                     | -                     | -          | -          | C3                             | -                              | -                              | -         | -         | -         | 26    | 0     |
| 1979-1980             | Benfica Lisbonne      | 1                     | 30          | 0           | -                     | -                     | 1          | 0          | C3                             | -                              | -                              | Portugal  | 2         | 0         | 33    | 0     |
| 1980-1981             | Benfica Lisbonne      | 1                     | 23          | 0           | -                     | -                     | 1          | 0          | C2                             | -                              | -                              | -         | -         | -         | 24    | 0     |
| 1981-1982             | Benfica Lisbonne      | 1                     | 25          | 0           | -                     | -                     | -          | -          | C1                             | -                              | -                              | -         | -         | -         | 25    | 0     |
| 1982-1983             | Benfica Lisbonne      | 1                     | 29          | 1           | -                     | -                     | 2          | 0          | C3                             | -                              | -                              | Portugal  | 3         | 0         | 34    | 1     |
| 1983-1984             | Benfica Lisbonne      | 1                     | 28          | 0           | -                     | -                     | 4          | 0          | C1                             | -                              | -                              | -         | -         | -         | 32    | 0     |
| 1984-1985             | Benfica Lisbonne      | 1                     | 20          | 0           | -                     | -                     | 2          | 0          | C1                             | 2                              | 0                              | Portugal  | 4         | 0         | 28    | 0     |
| 1985-1986             | Benfica Lisbonne      | 1                     | 11          | 0           | -                     | -                     | 0          | 0          | C2                             | 3                              | 0                              | Portugal  | 1         | 0         | 15    | 0     |
| 1986-1987             | Benfica Lisbonne      | 1                     | 0           | 0           | -                     | -                     | 0          | 0          | C2                             | 1                              | 0                              | -         | -         | -         | 1     | 0     |
| Sous-total            | Sous-total            | Sous-total            | 278         | 4           | -                     | -                     | 10         | 0          | -                              | -                              | -                              | -         | 10        | 0         | 298   | 4     |
| Total sur la carrière | Total sur la carrière | Total sur la carrière | 278         | 4           | -                     | -                     | 10         | 0          | -                              | -                              | -                              | -         | 10        | 0         | 298   | 4     |

## En sélection nationale
Il débute en sélection le 9 mai 1979 à Oslo en Norvège pour défendre l'importante victoire du Portugal en Norvège (1-0). Il y joue les ultimes minutes de la rencontre. 
Par la suite, il représente encore la sélection pour un match amical, contre l'Espagne, où il joue la totalité de la rencontre. Ensuite, il n'est plus rappelé en sélection, et ainsi s'écoule les années 1980 et 1981, sans convocation en équipe nationale. 
Il refait son retour en 1982 contre la RFA en rentrant a la 45e minute de jeu. Par la suite il dispute plusieurs matchs comptant pour les Éliminatoires du Championnat d'Europe de 1984. Il est convoqué pour disputer l'Euro 1984, mais il ne joue aucun match lors de ce tournoi. 
Il reçoit sa dernière sélection, la 10e, contre l'Italie, pour un match amical le 3 avril 1985.

## Vie personnelle
Il a notamment un frère, lui aussi footballeur, Alberto Bastos Lopes, qui a également joué en faveur du Benfica.

## Sélections
| Sélections | Date              | Stade                                       | Adversaire           | Résultat | Minutes | Compétition                                   | Buts |
| ---------- | ----------------- | ------------------------------------------- | -------------------- | -------- | ------- | --------------------------------------------- | ---- |
| 1          | 9 mai 1979        | Ullevaal Stadion, Oslo                      | Norvège              | 0 – 1    | 89e     | Éliminatoires du Championnat d'Europe de 1980 | –    |
| 2          | 26 septembre 1979 | Estadio de Balaídos, Vigo                   | Espagne              | 1 – 1    | 90 min  | Match amical                                  | –    |
| 3          | 17 février 1982   | Niedersachsenstadion, Hanovre               | Allemagne de l'Ouest | 3 – 1    | 45e     | Match amical                                  | –    |
| 4          | 22 septembre 1982 | Olympiastadion, Helsinki                    | Finlande             | 0 – 2    | 90 min  | Éliminatoires du Championnat d'Europe de 1984 | –    |
| 5          | 10 octobre 1982   | Estádio da Luz, Lisbonne                    | Pologne              | 2 – 1    | 90 min  | Éliminatoires du Championnat d'Europe de 1984 | –    |
| 6          | 16 février 1983   | Estádio Municipal de Guimarães, Guimarães   | France               | 0 – 3    | 45e     | Match amical                                  | –    |
| 7          | 13 avril 1983     | Estádio Municipal Sérgio Conceição, Coimbra | Hongrie              | 0 – 0    | 90 min  | Match amical                                  | –    |
| 8          | 27 avril 1983     | Stade Lénine, Moscou                        | URSS                 | 5 – 0    | 90 min  | Éliminatoires du Championnat d'Europe de 1984 | –    |
| 9          | 21 septembre 1983 | Estádio José Alvalade, Lisbonne             | Finlande             | 5 – 0    | 90 min  | Éliminatoires du Championnat d'Europe de 1984 | –    |
| 10         | 3 avril 1985      | Stadio Cino e Lillo Del Luca, Ascoli Piceno | Italie               | 2 – 0    | 73e     | Match amical                                  | –    |

## Palmarès

### Benfica
- Vainqueur du Championnat du Portugal : 7 fois — 1972-73, 1974-75, 1975-76, 1976-77, 1980–81, 1982-83, 1983–84
- Vainqueur de la Coupe du Portugal : 5 fois — 1979-80, 1980–81, 1982–83, 1984–85, 1985–86
- Vainqueur de la Supercoupe du Portugal : 2 fois — 1979, 1984
- Vainqueur de la Coupe Ibérique : 1 fois — 1983
- Vice-champion du Championnat du Portugal : 5 fois — 1973-74, 1977-78, 1978-79, 1981-82, 1985-86
- Finaliste de la Coupe du Portugal : 2 fois — 1973-74, 1974-75
- Finaliste de la Supercoupe du Portugal : 3 fois — 1980, 1982, 1983
- Finaliste de la Coupe UEFA : 1 fois — 1982-83